# 瑞穂駅
瑞穂駅（みずほえき）は、北海道（上川総合振興局）士別市多寄町31線にある北海道旅客鉄道（JR北海道）宗谷本線の駅である。電報略号はスホ。駅番号はW45。
一部の普通列車は通過し、2020年3月14日改正時点では、上下各4本が停車する。

## 歴史

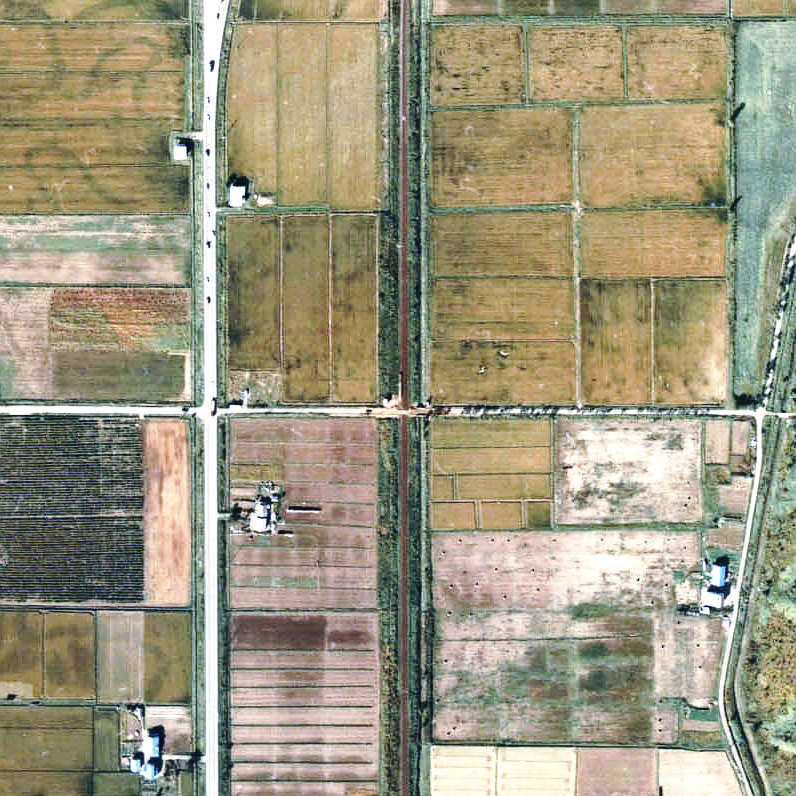
1977年の瑞穂仮乗降場と周囲約500m範囲の状況。上が名寄方面。旭川側に三十一線道の踏切がある。周囲にはほとんど民家がない。

- 1956年（昭和31年）9月1日：日本国有鉄道宗谷本線の多寄駅 - 風連駅間に瑞穂仮乗降場（局設定）として新設開業[3][4]。旅客のみ取扱い。
- 1978年（昭和53年）6月：地元有志により現在の待合所と自転車置場新築[5]。
- 1987年（昭和62年）4月1日：国鉄分割民営化により、北海道旅客鉄道（JR北海道）の駅に昇格。瑞穂駅となる[3][4]。旅客のみ取扱い。
- 1990年（平成2年）3月10日：営業キロ設定。

### 駅名の由来
当駅の所在する地区名（西瑞穂）より。

## 駅構造
稚内方面に向かって右側に単式ホーム1面1線を有する地上駅。ホームは木造で、車両1両分程度の長さしかない。ホームの旭川方がスロープとなっており、駅施設外へ連絡する。
ホームから少し離れて待合所と自転車置き場が設けられている。ホームと待合所の間には花壇が設けられている。

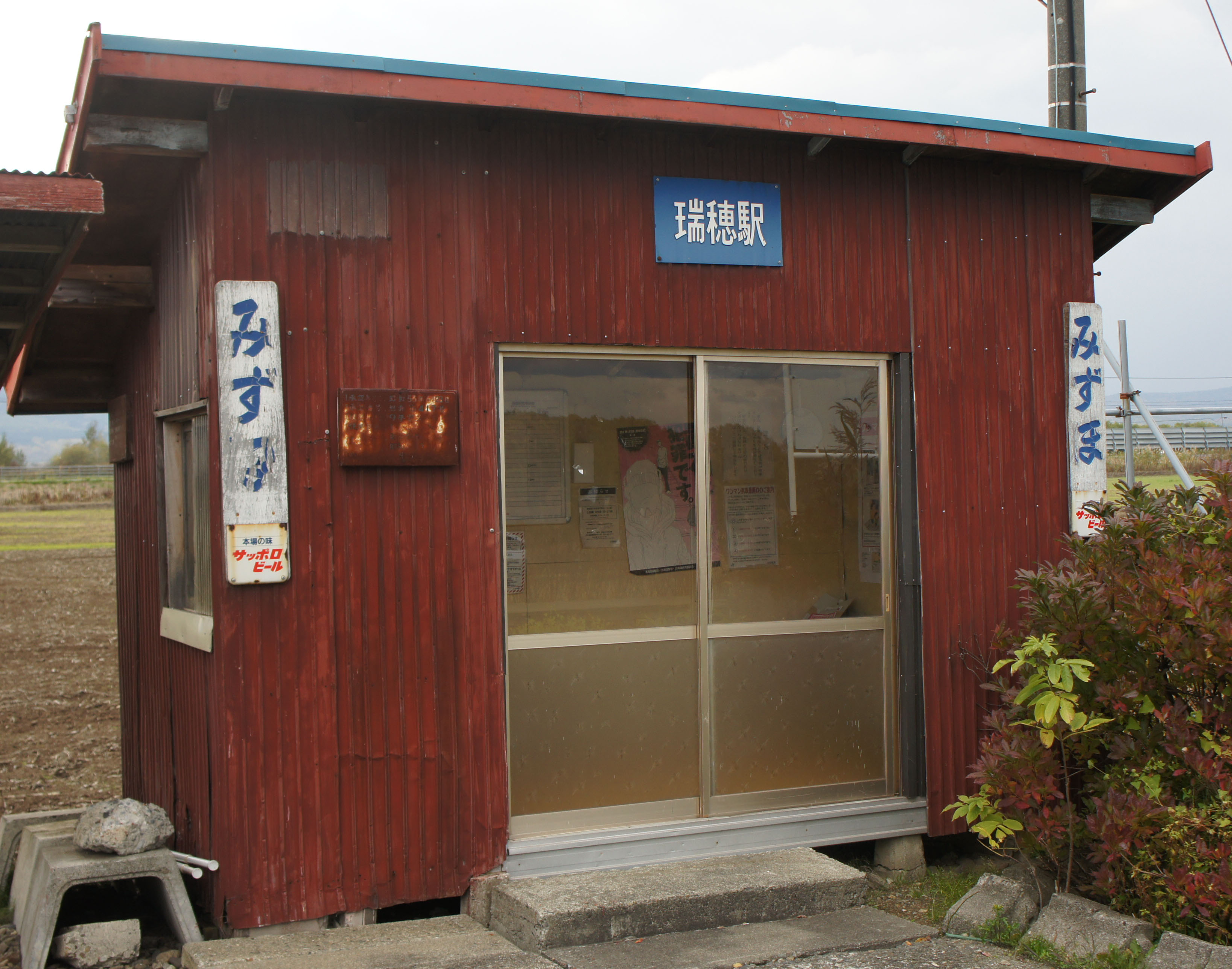
待合所（2017年10月）
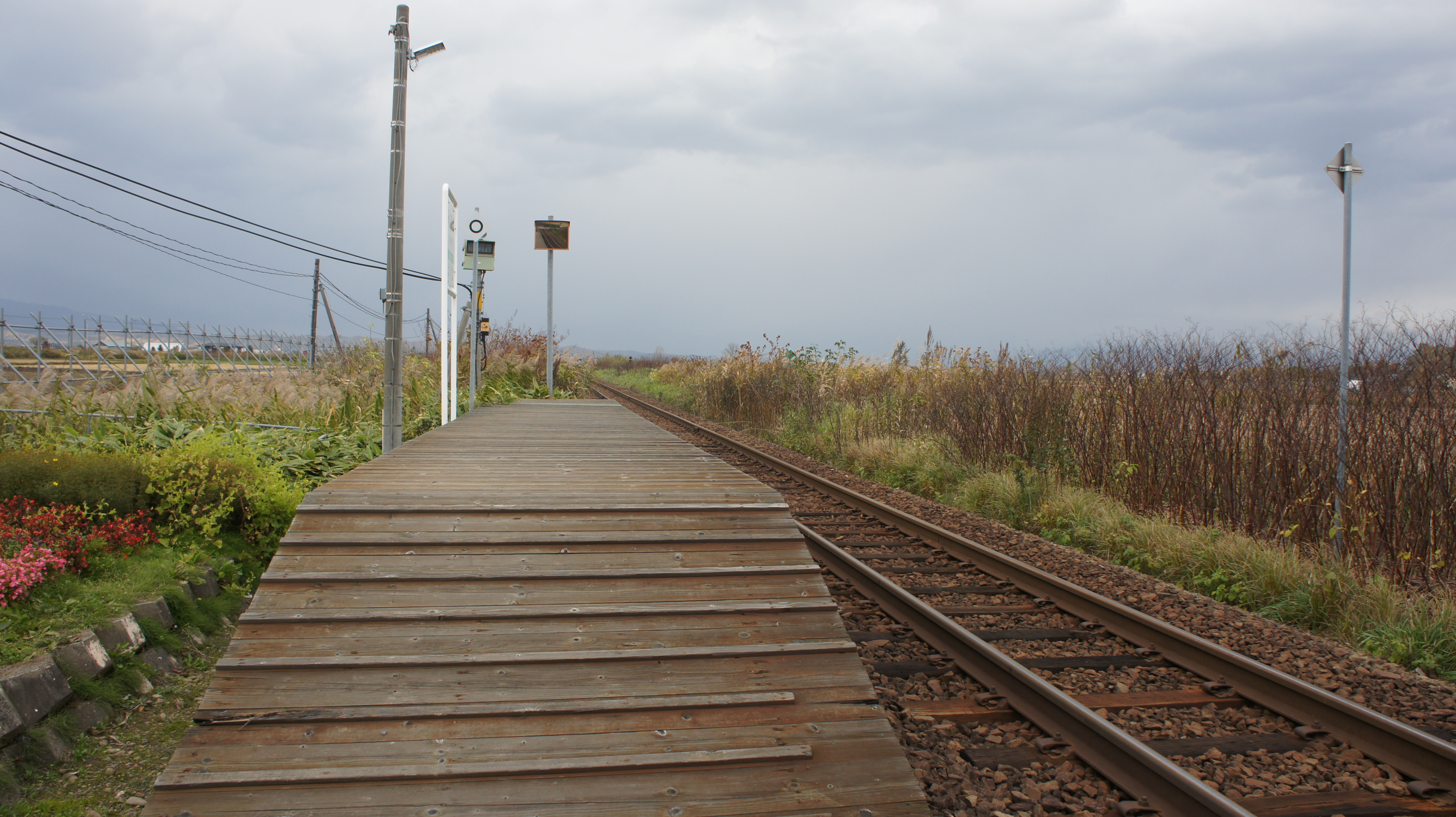
ホーム（2017年10月）
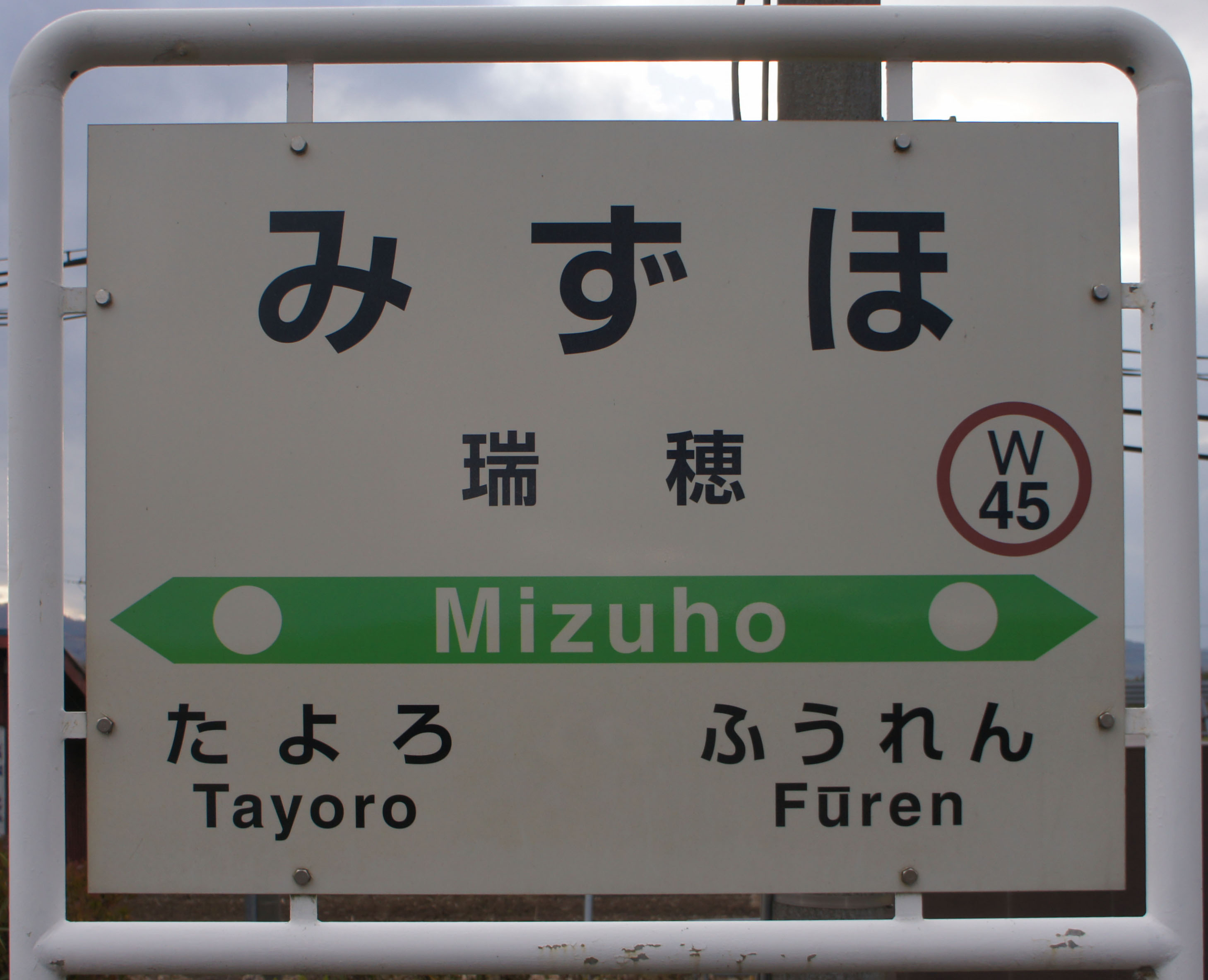
駅名標（2017年10月）

## 利用状況
乗車人員の推移は以下のとおり。年間の値のみ判明している年については、当該年度の日数で除した値を括弧書きで1日平均欄に示す。乗降人員のみが判明している場合は、1/2した値を括弧書きで記した。また、「JR調査」については、当該の年度を最終年とする過去5年間の各調査日における平均である。
| 年度               | 乗車人員 | 乗車人員 | 乗車人員     | 出典       | 備考           |
| 年度               | 年間     | 1日平均  | JR調査       | 出典       | 備考           |
| ------------------ | -------- | -------- | ------------ | ---------- | -------------- |
| 1992年（平成04年） |          | （0.0)   |              | [ 1 ]      | 1日乗降客数0人 |
| 2015年（平成27年） |          |          | 「10名以下」 | [ JR北 1 ] |                |
| 2017年（平成29年） |          |          | 2.2          | [ JR北 2 ] |                |
| 2018年（平成30年） |          |          | 「10名以下」 | [ JR北 3 ] |                |
| 2019年（令和元年） |          |          | 3.0          | [ JR北 4 ] |                |
| 2020年（令和02年） |          |          | 「3名以下」  | [ JR北 5 ] |                |
| 2021年（令和03年） |          |          | 「3名以下」  | [ JR北 6 ] |                |
| 2022年（令和04年） |          |          | 「3名以下」  | [ JR北 7 ] |                |
| 2023年（令和05年） |          |          | 2.4          | [ JR北 8 ] |                |

## 駅周辺
畑の続く中に位置する。当駅の少し北が士別市と名寄市の境界である。
駅周辺は畑だが、直線2㎞弱の東側に酪農集落がある。
- 国道40号
  - 道北バス「31線」停留所
- タヨロマ川

## 隣の駅
北海道旅客鉄道（JR北海道）
■宗谷本線

■普通（一部列車は当駅通過）
多寄駅 (W44) - 瑞穂駅 (W45) - 風連駅 (W46)

### JR北海道
1. ↑  “極端にご利用の少ない駅（3月26日現在）” (PDF). 平成28年度事業運営の最重点事項.   北海道旅客鉄道. p. 6 (2016年3月28日). 2017年9月25日閲覧。
2. ↑  “駅別乗車人員（【別添資料】（2）宗谷本線（旭川・稚内間）の状況）” (PDF). 宗谷線（旭川～稚内間）事業計画（アクションプラン）.   北海道旅客鉄道. pp. 11-12 (2019年4月). 2019年4月18日時点のオリジナルよりアーカイブ。2019年4月18日閲覧。
3. ↑  “駅別乗車人員” (PDF). 全線区のご利用状況（地域交通を持続的に維持するために）.   北海道旅客鉄道. 2020年1月20日時点のオリジナルよりアーカイブ。2020年1月20日閲覧。
4. ↑  “駅別乗車人員（【別添資料】（2）宗谷本線（旭川・稚内間）の状況）” (PDF). 宗谷線（旭川～稚内間）第2期事業計画（アクションプラン）. p. 10 (2021年4月16日). 2021年4月19日時点のオリジナルよりアーカイブ。2021年4月29日閲覧。
5. ↑  “駅別乗車人員” (PDF). 地域交通を持続的に維持するために > 全線区のご利用状況.   北海道旅客鉄道 (2021年9月30日). 2022年1月1日時点のオリジナルよりアーカイブ。2022年1月1日閲覧。
6. ↑  “駅別乗車人員” (PDF). 地域交通を持続的に維持するために > 全線区のご利用状況.   北海道旅客鉄道. 2022年10月9日時点のオリジナルよりアーカイブ。2022年10月9日閲覧。
7. ↑  “駅別乗車人員” (PDF). 地域交通を持続的に維持するために > 全線区のご利用状況.   北海道旅客鉄道 (2023年). 2023年9月26日時点のオリジナルよりアーカイブ。2023年9月26日閲覧。
8. ↑  “宗谷線(旭川・稚内間) 事業の抜本的な改善方策の実現に向けた実行計画(2024(令和6)～2026(令和8)年度)” (PDF).   北海道旅客鉄道 (2024年). 2024年9月8日時点のオリジナルよりアーカイブ。2024年9月8日閲覧。